# Mutiscua (kommun)
Mutiscua är en kommun i Colombia.   Den ligger i departementet Norte de Santander, i den norra delen av landet, 300 km norr om huvudstaden Bogotá. Antalet invånare är 3 907. Arean är 159 kvadratkilometer.
Terrängen i Mutiscua är bergig åt nordost, men åt sydväst är den kuperad.